# Tonganska
Tonganska (lea faka-tonga) är ett austronesiskt språk som talas på Tonga. Det är ett av de officiella språken på Tonga och det talas av 169 200 personer världen över, främst i Tonga men också Nya Zeeland, USA och Australien.